# Saint-Remy (Vosges)
Saint-Remy település Franciaországban, Vosges megyében. Lakosainak száma 519 fő (2022. január 1.). Saint-Remy Étival-Clairefontaine, Jeanménil, Nompatelize, Saint-Benoît-la-Chipotte és La Salle községekkel határos.

## Népesség
A település népessége az elmúlt években az alábbi módon változott:
| Lakosok száma | 518  | 518  | 530  | 519  | 519  | 518  | 517  | 520  | 519  |
|               | 2013 | 2015 | 2016 | 2017 | 2018 | 2019 | 2020 | 2021 | 2022 |